# Patrick Batshi
Pour les articles homonymes, voir Anelka.
Patrick Batshi, surnommé Anelka (né le 20 octobre 1984 à Kinshasa), est un footballeur international congolais.

## Carrière

### En club
Patrick  Batshi a commencé sa carrière professionnelle en 2004 avec l'AS Vita Club de Kinshasa, où il joue pendant trois ans avant de rejoindre l'AS Vita Kabasha en novembre 2006. Au bout de trois mois, il quitte sa patrie congolaise et s'installe en Chypre du Nord où il s'engage en février 2007 avec le club de la Telsim Süper Lig Ozanköy SK. Après avoir marqué 23 buts en 38 matchs en trois ans et demi, Batshi est transféré en novembre 2010 vers le rival de la ligue Çetinkaya TSK,.

### En équipe nationale
Il dispute sa seule sélection à ce jour en 2005 lors d'un match amical en RD Congo.